# Pokémon: Detectiu Pikachu
Pokémon: Detectiu Pikachu és una pel·lícula de misteri i fantasia dirigida per Rob Letterman. Està basada en el món de la franquícia Pokémon, creada per Satoshi Tajiri, i en bona part és una adaptació del videojoc de 2016 del mateix nom. Va ser escrita per Letterman, Dan Hernandez, Benji Samit i Derek Connolly, a partir d'un guió d'Hernandez, Samit i Nicole Perlman. La pel·lícula va ser produïda per Legendary Pictures en associació amb Toho. És el primer film d'imatge real Pokémon. Va ser doblada al català.

## Repartiment
- Ryan Reynolds com la veu del Detectiu Pikachu, un Pikachu inusual i excepcionalment intel·ligent que pot parlar.
  - Reynolds també interpreta Harry Goodman, el pare desaparegut de Tim i un veterà detectiu de la policia de Ryme City.
  - Ikue Ōtani com la veu normal de Pikachu del detectiu Pikachu, tal com l'escolten els altres humans a més de Tim.
- Justice Smith com a Tim Goodman, un exentrenador Pokémon a la recerca del seu pare desaparegut. També és el company del detectiu Pikachu, i l'única persona capaç de sentir-lo parlar.
  - Max Fincham interpreta un Tim més jove.
- Ken Watanabe com el detectiu Yoshida, un detectiu de Ryme City i amic de Harry Goodman.
- Kathryn Newton com a Lucy Stevens, una periodista acompanyada per un Psyduck.
- Karan Soni com a Jack, l'amic de Tim que és un entrenador Pokémon.
- Bill Nighy com a Howard Clifford, el visionari discapacitat darrere de la creació de Ryme City i fundador d'empreses Clifford.
- Suki Waterhouse com la Sra. Norman, una disfressa usada per un Ditto modificat que és el còmplice de Howard.
- Chris Geere com a Roger Clifford, fill de Howard i president d'empreses Clifford.
- Rita Ora com la Dra. Ann Laurent, una científica d'empreses Clifford que experimentava amb Mewtwo.
- Omar Chaparro com a Sebastian, un entrenador Pokémon que regenta un camp de batalla il·legal per a Pokémon i que està acompanyat per un Charizard.
- Josette Simon com a "Grams", l'àvia de Tim, que el va cuidar després de la mort de sa mare.
- Kadiff Kirwan com l'alcalde de Ryme City.
- Rina Hoshino i Kotaro Watanabe com a Mewtwo (veu)
- Rachael Lillis com a Jigglypuff (arxiu d'enregistrament de veu).

A més, Diplo apareix com ell mateix, sent el DJ que toca en les instal·lacions de Pokémon de Sebastian. Ryoma Takeuchi, que proporciona la veu doblada japonesa de Tim, té un cameo com un entrenador Pokémon en un vídeo que Tim observa.